# Euridice
Euridice (Eurydyka) – krótki utwór wokalno-instumentalny, skomponowany w 1600 roku przez Jacopo Periego z librettem Ottavia Rinucciniego opartym na X i XI księdze Metamorfoz Owidiusza. Uznawany za jedną z pierwszych oper oraz pierwszy zachowany utwór muzyczno-dramatyczny o tematyce mitologicznej.
Opera powstała na zamówienie Ferdynanda I Medyceusza na okazję wesela jego bratanicy Marii Medycejskiej z Henrykiem IV Burbonem. Ze względu na charakter uroczystości, tragiczny finał mitu o Orfeuszu i Eurydyce został przez librecistę przekształcony w szczęśliwe zakończenie. Premiera opery miała miejsce w Palazzo Pitti 6 października 1600. W rolę Orfeusza wcielił się Peri, na klawesynie grał Jacopo Corsi, a nadzór nad wydarzeniem sprawował Emilio de’ Cavalieri. Eurydyka Periego została przyćmiona dwa dni później przez przedstawienie muzyczne Il rapimento di Cefalo Giulio Cacciniego z udziałem stu muzyków.
Ze względu na usytuowanie akcji kompozycję można podzielić na trzy akty: I rozgrywający się na łące, II w podziemiach oraz III, w którym Eurydyka i Orfeusz powracają na ziemię. Obecność i duża rola nimf oraz pasterzy pozwala sklasyfikować dzieło Periego jako dramat pastoralny.
Obsadę instrumentalną stanowi teorban, lutnia, chittarone, klawesyn oraz trzy flety.